# Samuel Pieter Bentinck

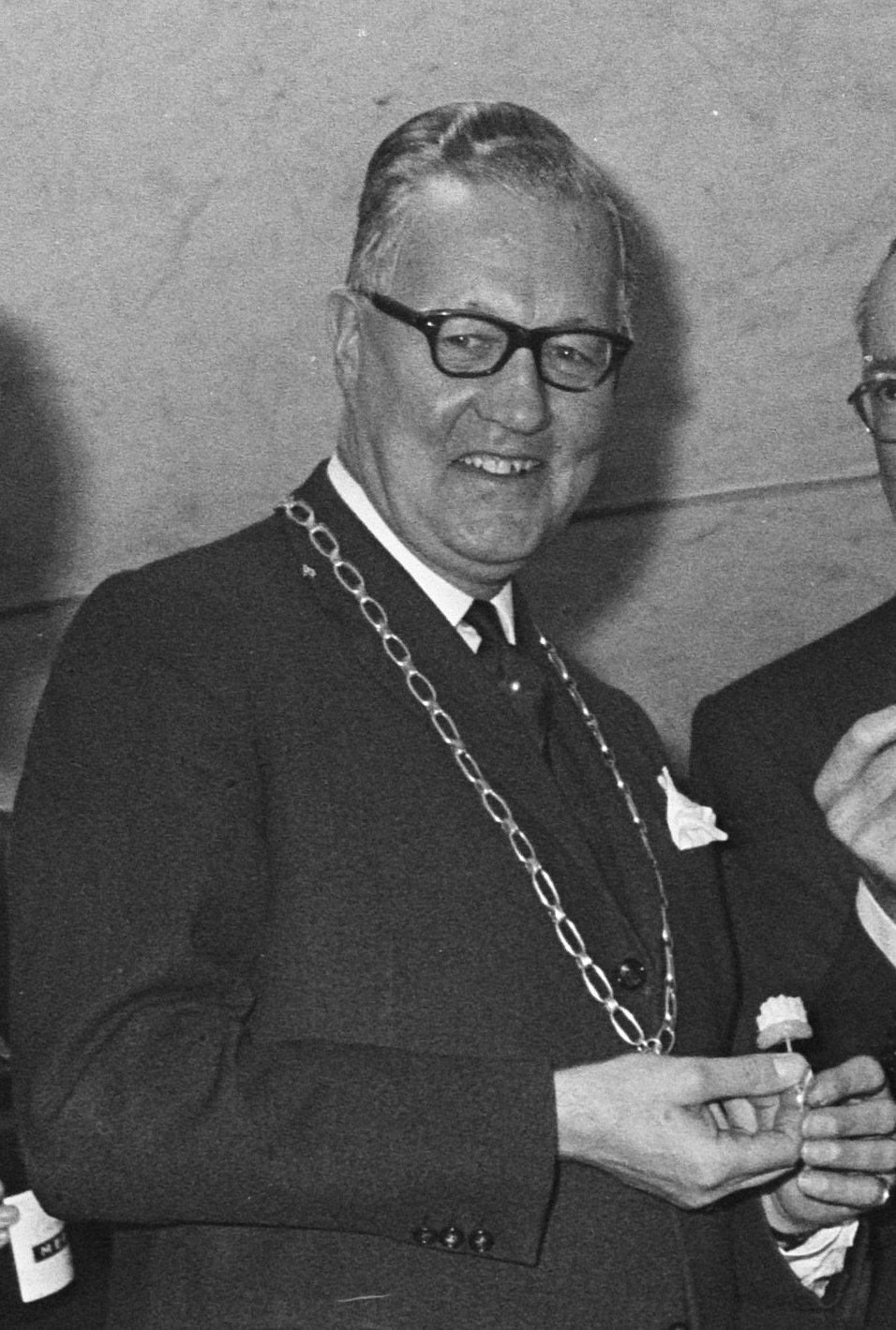
Burgemeester S.P. baron Bentinck (1968)

Samuel Pieter (Sam) baron Bentinck (Princenhage, 9 augustus 1909 – Soest, 22 december 1998) was een Nederlands burgemeester.

## Burgemeester
Hij werd in 1939 burgemeester van zowel Abcoude-Baambrugge als van Abcoude-Proostdij als opvolger van A.L. des Tombe. In 1941 werden deze twee gemeenten samengevoegd waarna hij burgemeester werd van de nieuw gevormde gemeente Abcoude. Na de bevrijding was hij ook nog enige tijd waarnemend burgemeester van Vinkeveen en Waverveen.
In 1946 volgde zijn benoeming tot burgemeester van Soest waarbij hij opnieuw A.L. des Tombe opvolgde. Hij behield deze functie tot 1972.

## Bentinck Fonds
Voor zijn 25-jarig ambtsjubileum en zijn afscheid wilde de burgemeester geen cadeau. Hij wilde liever een stichting oprichten ter "bevordering van sportbeoefening en recreatie van minder validen". De stichting werd het 'Bentinck Fonds' genoemd. Het Fonds ondersteunt het aangepast sporten.

## Privé
Sam Bentinck was tweede zoon van zeven kinderen van Rudolph Floris Carel baron Bentinck, die in 1903 trouwde met Ella Henriette van Eeghen (1881-1969). Sam Bentinck trouwde in Rhenen in 1937 met An Philipse; ze kregen twee dochters.

## Onderscheidingen
- Ere-Ridder van de Johanniter Orde
- Ridder in de Orde van de Nederlandse Leeuw
- Officier in de Orde van Oranje-Nassau
- Erekruis Huisorde van Oranje